# Ermiš'
Ermiš' (in russo Ермишь?) è un insediamento di tipo urbano della Russia europea centrale, situato nell'oblast' di Rjazan'; è il centro amministrativo del distretto Ermišskij.
Si trova lungo il fiume omonimo (affluente della Mokša), 245 km a est di Rjazan'.